# Arborophila
Arborophila es un género de aves galliformes de la familia Phasianidae conocidas vulgarmente como arborófilas. Son propias del Sureste Asiático.

## Especies
Se reconocen las siguientes especies:
- Arborophila torqueola, arborófila común
- Arborophila rufipectus, arborófila de Sichuán
- Arborophila mandellii, arborófila pechirroja
- Arborophila gingica, arborófila de Fujián
- Arborophila rufogularis, arborófila golirrufa
- Arborophila atrogularis, arborófila cariblanca
- Arborophila crudigularis, arborófila de Formosa
- Arborophila ardens, arborófila de Hainán
- Arborophila javanica, arborófila de Java
- Arborophila orientalis, arborófila de Sumatra
- Arborophila brunneopectus, arborófila pechiparda
- Arborophila davidi, arborófila de David
- Arborophila cambodiana, arborófila de Camboya
- Arborophila hyperythra, arborófila de Borneo
- Arborophila rubrirostris, arborófila piquirroja
- Arborophila chloropus, arborófila pativerde
- Arborophila merlini, arborófila de Annam
- Arborophila charltonii, arborófila pechicastaña
- Arborophila rolli
- Arborophila sumatrana